# Down Easter
Unter Down Easter verstand man in den Neuenglandstaaten ursprünglich nur die Einwohner im äußersten Osten der USA (the Down East), hauptsächlich die Einwohner von Maine, später auch Massachusetts. Der Begriff weitete sich im 19. Jahrhundert auf die Hafenstädte zwischen dem Long-Island-Sund (nördlich von New York) und der Fundybucht (Kanada, nahe der Grenze zu den Vereinigten Staaten von Amerika) aus. Im Besonderen waren es die Hafenstädte von Maine (Bath, Thomaston), Massachusetts (East Boston, New Bedford, Newburyport), Rhode Island (Newport), Mystic (Connecticut) und Stonington (Connecticut).

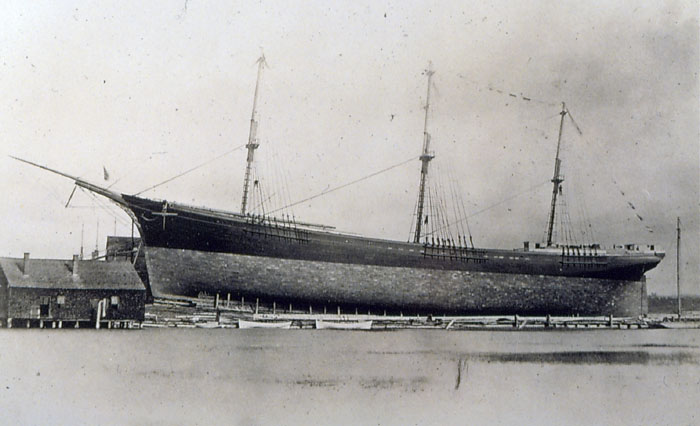
Stapellauf der Down Easter Henry B. Hyde, November 1884

Der Name ging auf die prächtigen, meist aus Holz gebauten Rahhandelsschiffe über, die manche als Nachkommen der Klipper betrachten. Sie wurden jedoch schon in der späten Klipperära gebaut (fünfziger Jahre des 19. Jahrhunderts), waren nicht ganz so schlank und hochgetakelt wie die Klipper, konnten aber mehr Fracht aufnehmen. Die letzten Exemplare liefen in den 1890er Jahren vom Stapel und fuhren bis ins frühe 20. Jahrhundert. Meist waren es stark gebaute Vollschiffe, Barken und Barkentinen aus Holz für die Kap-Hoorn-Fahrt (Kap-Hoorner, engl.: Cape Horner) in Getreide und anderen Gütern. Zu den größten dieser Segler zählten das Vollschiff Rappahannock (1889, 3.054 BRT) sowie die Viermastbarken Shenandoah (1890, 3.154 BRT), Susquehanna (1891, 2.591 BRT) und Roanoke (1892, 3.539 BRT). Sie entstanden alle auf den Helgen der Reederei und Werft Arthur Sewall & Co. in Bath (Maine). Später kamen auch einige Stahlschiffe hinzu.

## Fischereifahrzeuge
Die Bezeichnung Downeaster wird auf einen Typ von Hummerfangbooten (am.-en. Lobsterboats) der nordöstlichen USA (Down East) und dem atlantischen Kanada angewendet. Es sind Halbverdränger mit hohem Bug, niedrigem Freibord achtern, einem tiefen Vorfuß und flach auslaufendem Unterwasserschiff, deren Motor weit vorne installiert wird, um einen flachen Winkel der Propellerwelle zu erreichen. Das Lied The Downeaster ‘Alexa’ von Billy Joel bezieht sich auf diese Boote.